# Protocole de soins
Pour les articles homonymes, voir Protocole.

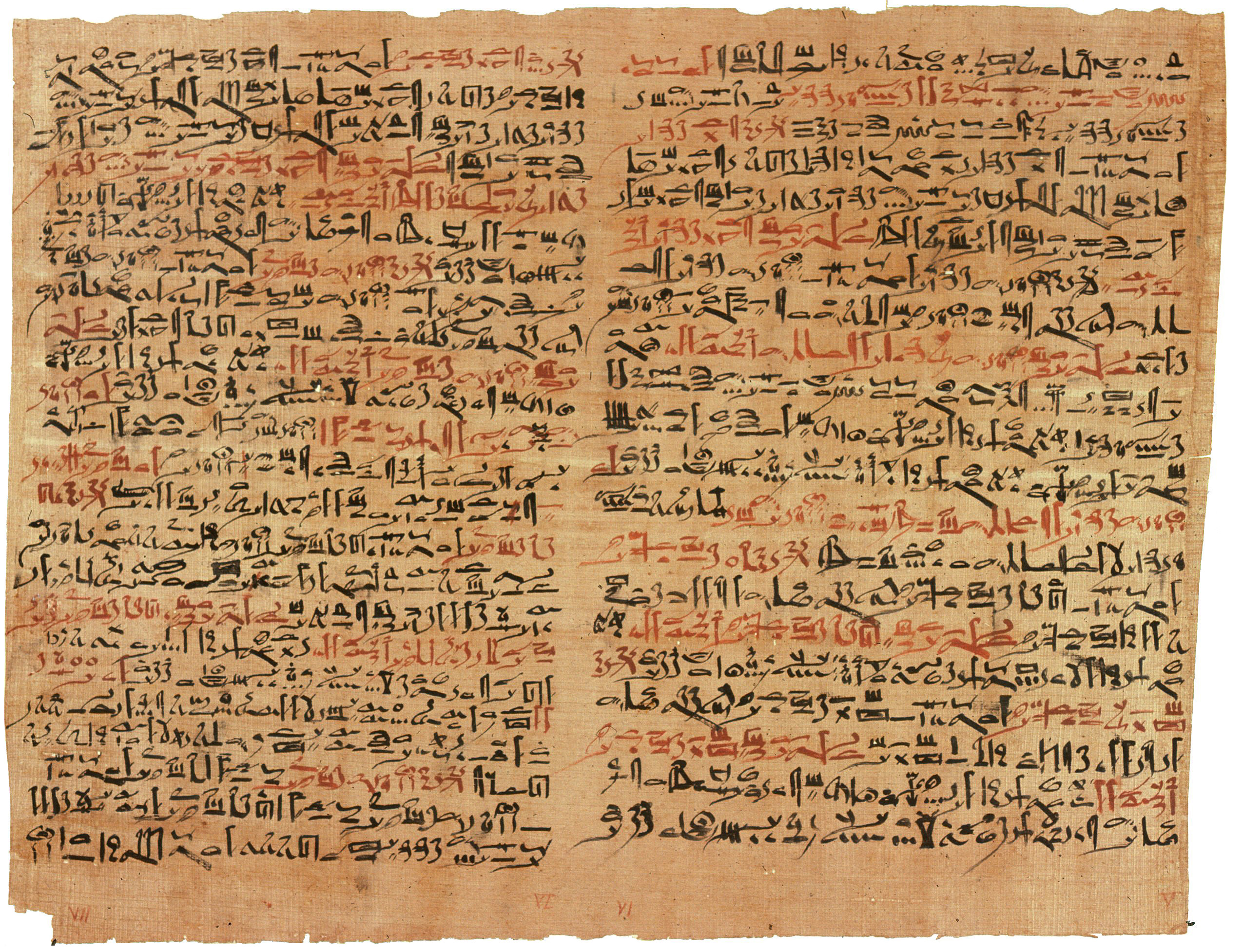
Le papyrus Edwin Smith (vers 1600 av. J.-C.) est l’un des premiers documents médicaux connus, présentant une approche structurée des cas cliniques. Il constitue une forme ancienne de protocole de soins, illustrant les prémices de la médecine fondée sur l'observation et l'organisation du traitement.

Un protocole de soins est la pratique d'un acte médical, paramédical ou psychologique, établie d'après la littérature scientifique, une expérience clinique partagée, ou encore des recommandations d'un consensus de professionnels.
C'est également le nom du document qui atteste cette pratique.